# Bataille de Concepción
Révolution texane
La bataille de Concepción s'est déroulée le 28 octobre 1835 à Mission Concepcion (Texas) et a opposé les troupes mexicaines du colonel Domingo Ugartechea (en) aux insurgés texans commandés par James Bowie et James Fannin. Elle s'est terminée par la victoire des Texans après trente minutes de combat. Selon l'historien J. R. Edmondson, il s'agit de la « première bataille importante de la révolution texane. » Le nom de Concepción vient de la mission franciscaine éponyme située à 3,2 km au sud de la bataille, qui est maintenant situé dans la banlieue de San Antonio dans l'État du Texas.
Le 13 octobre, l'Armée texane nouvellement créée, sous le commandement de Stephen F. Austin, se mit en route vers Bexar, où étaient stationnées les troupes d'occupation mexicaines du général Martín Perfecto de Cos (en). Le 27 octobre, Austin envoya Bowie et Fannin, avec un détachement de 90 soldats, sur une position stratégique proche de Bexar pour protéger l'Armée texane. Après avoir procédé à une mission de reconnaissance, l'avant-garde s'établit sur un site proche de la mission de Concepción pour y passer la nuit et envoya un courrier à Austin. Après avoir appris que l'Armée texane s'était divisée, le général Cos décida d'envoyer une partie de ses troupes, 275 de ses soldats ainsi que 2 canons, sous le commandement du colonel Ugartecha pour attaquer le campement de Concepción. Les Texans les attirèrent dans un ravin en forme de fer à cheval, leur permettant d'avoir une meilleure position défensive, une plus grande portée de tir et grâce à de meilleurs munitions, ils repoussèrent les assauts successifs. Au bout de 30 minutes de combat, les soldats mexicains battent en retraite. Les historiens estiment que les Mexicains perdirent entre 14 et 76 soldats morts pour un seul soldat texan tombé.

## Contexte
La nouvelle organisation de l'armée texane, avait pour but la suppression du contrôle du Texas par le Mexique ; elle se créa à San Antonio de Béxar (en), le 13 octobre 1835. Quelques jours plus tard, le général Martín Perfecto de Cos (en), beau-frère du président mexicain, arriva à Bexar en tant que commandant général de toutes les troupes mexicaines présentes au Texas. Après le 20 octobre, les Texans (menés par Stephen F. Austin , le premier impressario de langue anglaise depuis l'établissement des colons au Texas) atteignirent Salado Creek et initièrent le siège de Béxar,. Pour empêcher les troupes texanes de connaître leurs défenses, les troupes mexicaines prirent des mesures, en restreignant les accès à la ville. Malgré leurs efforts, un certain nombre d'habitants de la ville réussirent à rejoindre les troupes de l'armée texane. Parmi elles, se trouvait James Bowie, qui était connu pour sa bravoure au combat ; l'histoire de la combat du Sandbar (en) a été largement rapportée,.
Le 22 octobre, Austin nomme Bowie colonel et lui confie le commandement de la 1re division avec le capitaine James Fannin,. À la nuit tombée, le 1er bataillon part en mission de reconnaissance pour trouver une bonne position pour établir un camp de base dans les anciennes missions de la banlieue de San Antonio. Certains étaient habitués de la région, comme Juan Seguín, qui guida les hommes le long de la rivière. Après avoir visité trois missions, Bowie et Fannin sélectionnent la Mission San Francisco de la Espada comme le meilleur site pour y établir un camp de base. Le reste de l'armée texane les rejoint le 27 octobre. Voulant rapprocher ses positions de Bexar, Austin y envoya immédiatement Bowie et Fannin y trouver un bon site défensif, à même de recevoir l'armée.

## Prélude

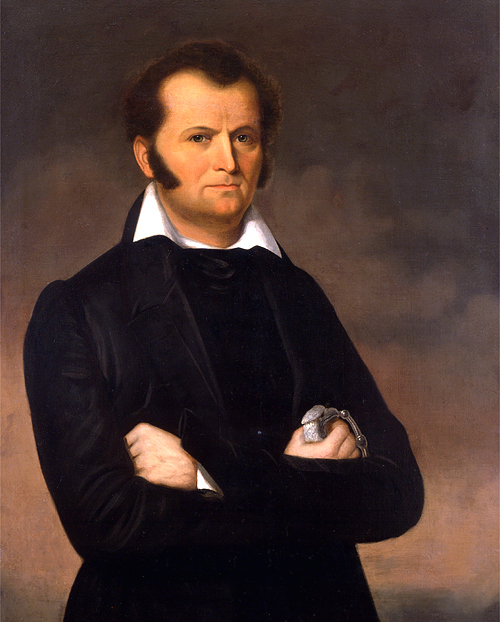
Le colonel James Bowie dirigeant l'Armée texane durant la bataille de Concepcíon.

Le groupe, mené par Bowie et Fannin, prend la route du nord, longeant la San Antonio River et passant devant les missions de San Juan et de San José. Sur la route, il rencontre une petite partie des troupes mexicaines, qui battent en retraite vers Bexar après une brève escarmouche. À approximativement 3 km de San Antonio du Bexar et 10 km du camp texan d'Espada, les troupes texanes s'arrêtent à la Mission Concepcíon. À 460 m à l'ouest de la mission, la San Antonio River fait une petite boucle en fer à cheval où les deux bords de la rivière sont à environ 100 m.